# محمود مختار
محمود مختار (10 مايو 1891 - 28 مارس 1934)، أحد الفنانين الرواد القلائل في فن النحت وصاحب تمثال نهضة مصر الشهير وله متحف باسمه قائم إلى الآن، متحف الفنان محمود مختار الذي يعد قبلة لدارسي الفنون في مصر وشاهد على فترة تاريخية وسياسية هامة.

## ميلاده ومنشأه
نشأ محمود مختار في نواحي مدينة المحلة الكبرى وتحديدا بقرية طنبارة، ووالده «إبراهيم العيساوي» كان عمدة القرية لكن مختار عاش مع جدته لأمه في بيت خاله في قرية نشا في المنصورة. عرف عنه عندما كان صغيرا كان يقضى معظم وقته بجوار الترعة يشكل في الطين مناظر كان يراها حوله في القرية.
قدم محمود مختار إلي القاهرة عام 1902 وعاش في أحيائها القديمة، والتي على مقربة منه افتتحت مدرسة الفنون الجميلة، أما «درب الجماميز» عام 1908، فكانت مدخل الصبي إلى مستقبل غير متوقع، بعد أن التحق بصف أول دفعة، وهو في السابعة عشرة من عمره. بدت موهبة مختار ساطعة للأساتذة الأجانب، مما حدا بهم إلى تخصيص «مرسم خاص» له، ضمن مبنى المدرسة، لإعداد منحوتاته بها، من تماثيل، وأشكال تستعيد مشاهد الريف، وملامح رفاق الحي. موهبته أيضاً دفعت راعي المدرسة، الأمير يوسف كمال، إلى أن يبعث الصبي، إلى باريس، كي يتم دراسته هناك. تلقى مختار أول الدروس في الفن في المدرسة الملحقة بقصر الأمير يوسف كمال بك.

## أبرز إنجازاته الفنية
ساهم محمود مختار في إنشاء مدرسة الفنون الجميلة العليا وكما شارك في إيفاد البعثات الفنية للخارج، كما اشترك في عدة معارض خارجية بأعمال فنية لاقت نجاحا عظيما وأقام معرضا خاصا لأعماله في باريس عام 1930 وكان ذلك المعرض سبباً في التعريف بالمدرسة المصرية الحديثة في الفن وسجلت مولدها أمام نقاد الفن العالميين.

## تماثيل سعد زغلول
عاش الفنان الرائد حياة عريضة مملوءة بقصص النجاح والتفوق والصراع من أجل وضع فن النحت في أعلى مكانة من المجتمع الذي كان يعادي صناعة التماثيل ويعتبرها امتداداً لصناعة الأصنام. وقد وضع الفنان موهبته في خدمة الحركة الوطنية معبراً بتماثيله عن المرحلة الاجتماعية والسياسية التي عاشها: مرحلة النهضة والبحث عن الشخصية المحلية في أعقاب ثورة 1919. ولقد حظي فنه باحترام وتقدير الأوساط الفرنسية الرسمية في المجال الفني، واكتسب في نفس الوقت تأييداً حماسياً من جماهير الشعب المصري التي أشعلت هذه الثورة الوطنية. قد كان مختار أول فنان يعرض عملاً فنياً في معرض عالمي بباريس، كما كان أول فنان مصري يكسب جائزة من صالون باريس متفوقاً على فنانيها، فقد نال الميدالية الذهبية لمعرض الفنانين الفرنسيين السنوي الذي يقام في السراي الكبرى (جراند باليه) عن نموذجه المصغر لتمثال نهضة مصر. الذي نفذه بعد ذلك منحوتاً في حجر الجرانيت الوردي ليقام في أكبر ميادين القاهرة. كما فاز بجائزة من معرض صالون باريس عام 1925 عن تمثاله «لأم كلثوم».. وكان أول فنان عربي يقيم معرضاً شخصياً لتماثيله في باريس. وتمثل أعماله نقطة البداية الرائعة لحركة فن النحت الحديث، ليس في مصر وحدها لكن في البلاد العربية كلها.. ذلك لأنه حقق في حياته القصيرة شهرة واسعة وحظي بتكريم جماهيري لم يفز به أي فنان مصري آخر، سواء في حياته أو بعد وفاته.. فهو الفنان الوحيد الذي استقبلته مظاهرات الترحيب بالإسكندرية عند عودته إلى مصر من أوروبا ليقيم تمثالاً يخلد ثورتها الوطنية بعد أن كانت تماثيل الميادين لا تصور سوى الملوك والقادة من الأفراد.. وقد تبرع الفلاحون بملاليمهم وقروشهم لتغطية نفقات إقامة هذا التمثال. فبعد انتهاء الحرب العالمية (1914-1918) بدأت تتجمع نذر الثورة على الاستعمار الإنجليزي في مصر تحت شعارات ثلاث: الاستقلال والعدالة والدستور.. وبدأ يتكون حزب الوفد بزعامة سعد زغلول، وكان للحزب تنظيمه السري الذي أطلق على نفسه اسم «اليد السوداء».
نحت محمود مختار تمثالي الزعيم المصري الشعبي سعد زغلول بالقاهرة والإسكندرية في الفترة ما بين عامي 1930-1932.

## القيمة الفنية لأعمال مختار
على الرغم من أن عمره الفني كان قصيراً لوفاته مبكراً، إلا أنه نجح في أن يخلف تراثا كبيرا متميزاً من أعماله التي تضمنت تماثيل ميدانية وأعمال أخرى تعبر عن حياة الريف والقرية المصرية التي تأثر بها، وتمثل صورا للحياة اليومية التي أجادها إبداعا وعبر عنها بشكل فني رائع. رغم ازدهار العديد من المدارس الفنية في ذلك العصر، إلا أنه لم ينساق وراءها، وفضل أن يعبر عن شخصيته وخلفيته بأسلوب خاص، فقد قام بإحياء تقاليد الفنية المصرية في مختلف عصورها دون أن يغفل تجارب الفن الحديث وأصبح رائد فن النحت المصري الفرعوني.

## خطوات محمود مختار نحو العالمية
بدأ محمود مختار خطواته نحو العالمية عام 1913 حين عرض تمثال (عايدة) في صالون باريس، الذي كان يعتبر الاشتراك في عروضه شهادة امتياز. وبعد سبع سنوات عرض نموذجاً مصغراً (لتمثال نهضة مصر) فاستنفر أقلام كبار نقاد فرنسا وأعلنوا ميلاد فنان جديد، يضيف أبعاداً مبتكرة لفن التمثال الحديث على أسس من التراث المصري القديم، ثم عرض تمثالي (الطاقية) و (كاتمة الأسرار) الذين علق عليهما ناقد فرنسي كبير قائلاً (إنها ظاهرة روحية فذة) وفي عام 1930 بعد إقامة نهضة مصر بعامين عرض أربعين تمثالاً في قاعة (برنهايم) بباريس ممثلاً وجه الفن المصري المعاصر.

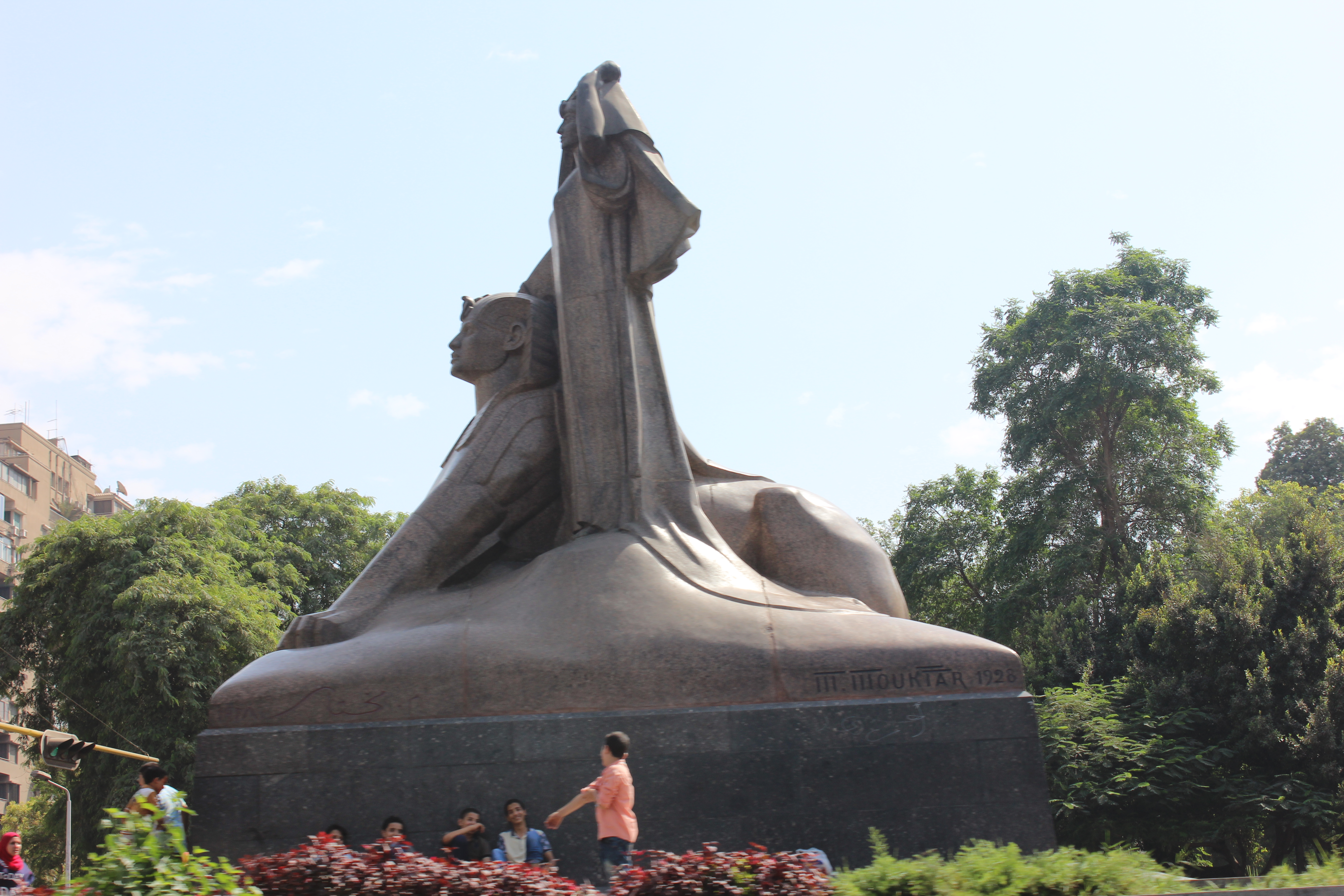
تمثال نهضة مصر.

درس مختار في مصر على يد النحات الفرنسي (لابلانتي) وفي باريس بإشراف المثال (مرسييه) ولكنه لم ينسَ الجذور الأصيلة التي شب بين ربوعها فلم ينس النحت الفرعوني وتأثر بالمجسمات الشعبية المصرية التي كانت شائعة في مشاغل الأزبكية وشارع محمد علي وانعكس على التماثيل الكاريكاتورية التي أبدعها أثناء سنوات الدراسة قبل أن يرحل إلى باريس عام 1911 مثل تمثال (ابن البلد) المحفوظ بمتحف مختار بالجزيرة وحيث بذلت محاولات مضنية دون جدوى لتحديد تواريخ إبداع روائعة المحفوظة في المتحف، إلا أن المعروف انه شكل بضعة تماثيل صغيرة ذات طابع شعبي ساخر أثناء سنوات التلمذة في مدرسة الفنون الجميلة العليا.
وإن كانت أعمال محمود مختار كلها ذات روعة خاصة مثل تمثال (الخماسين) إلا أن تمثال (نهضة مصر) استحوذ على انتباه النقاد الأوروبيين فمصر تتقمص جسد الفلاح، تقف ممشوقة في عظمة واعتزاز تلفها غلالة من الخلود، أما القوى الوطنية فتتمثل في (أبي الهول) تلمسها مصر الفتاة بيد سحرية لتبعث من جديد وتستيقظ بعد طول رقاد... تعبيرات عميقة هادئة توحي بالتصميم على المضي قدماً في طريق الثورة، التي اندلعت قبل عام واحد من ابداع مختار لتمثاله وعرضه في صالون باريس عام 1920.
من أعماله النحتية العظيمة لوحتان من الرخام الأبيض منحوتتان على جانبي تمثال إيزيس، يعتبران من معجزات النمنمة النحتية البارزة، إذا قورنت بمثيلاتها في الماضي عند الفراعنة أو الإغريق أو حتى في عصر النهضة، أما تمثال ايزيس نفسه الذي يعلو القاعدة فهو بدوره رائعة منحوتة في الرخام الأبيض يصور الآلهة المصرية تجلس القرفصاء وترفع ذراعيها خلف رأسها مجللة بالحزن واللوعة على أوزوريس ومأساته في الأسطورة الفرعونية. وكأعمال كل العظماء كانت تماثيل محمود مختار ترديداً لنبض شعبه في حركته الاجتماعية نحو التغيير، مع الثراء قولاً وإبداعاً حتى حين شكل تماثيله الصغيرة الشهيرة للفلاحات، أبدعها مفعمة بالقوة والحيوية والخصوبة وأنوثة المعتدة بنفسها حتى تمثال المفاجأة المنحوت في الرخام الأبيض بارتفاع قدم واحد يلتقي فيه الحبيبان بلا إسفاف أو ابتذال، تتدلل الفتاة في رقة وعذوبة بينما يبثها الفتى حبه.
لم يكن مختار مجرد نحات عبقري بل مفكراً يحس قضايا شعبه ويعبر بتماثيله عن رغباته وأحلامه وكان ينفذ تماثيله بالخامة المناسبة للشكل والمضمون، فالمناجاة بالرخام الأبيض ووجه الفلاحة بالصلصال المصبوب برونزاً حتى تكتمل ملامس الصلابة والمشقة رغم الجمال المصري الأصيل، والحجر الصناعي لتمثال الخماسين حتى يوحي بهبوب العاصفة.. وقد أنجز معظم تماثيل الفلاحات بين عامي 1924 و 1930 ومن أهمها (الخماسين) والفلاحة التي تمسك جرتها بيد واحدة وتنحني عليها كأنها تملؤها، وغيرها من الأعمال التي توحي بالحركة وتنفجر بالديناميكية. وهكذا أثبت محمود مختار أن الواقعية قادرة على إظهار القيم الفنية المطلقة.
في نفس العام تم استرجاع بعض أعماله إلى مصر وعرضت بمعرض المثالين الفرنسيين المهاجرين بالجمعية الزراعية وأقيمت بهذه المناسبة ندوات ومحاضرات عن قصة حياته وتناولت عبقريته الفنية بالنقد والتحليل. حدث أن اندلعت الحرب العالمية الثانية أثناء ذلك، وحال ذلك دون إعادة بقية التماثيل إلا أن جهود هدي شعراوي حققت نجاح عودة التماثيل، كما كان لجهود ‌طه حسين (وزير المعارف في الفترة من عام 1950 حتى 1952) أثر كبير لإعادة أعمال محمود مختار إلى مصر. في عام 1952 تم افتتاح متحف مختار في ملحق خاص بمتحف الفن الحديث ليعرض 59 تمثالاً، وقام على تأسيس وإعداد المتحف كل من الفنان راغب عياد زميل محمود مختار وصديقه، وكمال الملاخ الصحفي والأثري البارز، وقام المهندس رمسيس واصف بتصميم متحف مختار الحديث في حديقة الحرية بوسط القاهرة ونقلت رفات مختار إلي المقبرة الجديدة بالمتحف.

## تمثال نهضة مصر

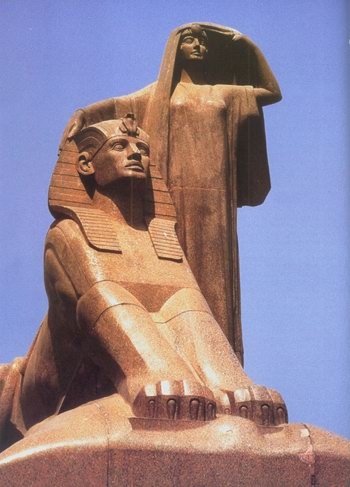
تمثال نهضة مصر

سافر محمود مختار عام 1911 إلى باريس ليعرض نموذج لتمثاله الشهير نهضة مصر، بمعرض شهير آنذاك وهو معرض الفنانين الفرنسيين 1920 ونال عليه شهادة الشرف من القائمين على المعرض، ذلك التشريف الذي جعل بعض المفكرين البارزين في ذلك الوقت وحدا بهم إلى ضرورة إقامة التمثال في أحد ميادين القاهرة الكبرى.
لإنجاز ذلك الهدف الشعبي في ذلك الوقت، تمت الدعوة إلى تنظيم اكتتاب شعبي لإقامة التمثال وساهمت فيه الحكومة، وتحقق الحلم وأزيح الستار عن تمثال «نهضة مصر» يوم 20 مايو/أيار 1928 أمام محطة السكك الحديدية بالقاهرة ليكون في استقبال الداخلين إلى العاصمة ثم انتقل عام 1955 إلى مكانه الحالي مطلا على نهر النيل قريبا من جامعة القاهرة أمام حديقة الحيوان بالجيزة ليخلى مكانه لتمثال رمسيس.
رغم الحماسة الشعبية التي ألهبها شعراء وأدباء ومؤرخون للاكتتاب لإقامة التمثال فإن الشاروني يسجل أن العقاد والمازني انتقدا التمثال «على صفحات مجلة السياسة بشدة... هو أول نقد فني» تشكيلي«في صحافتنا العربية» ثم شارك مختار في أنشطة فنية منها تكوينه «جماعة الخيال» التي كان من أعضائها العقاد والمازني ومي زيادة.

## أبرز إنجازاته الفنية
ساهم محمود مختار في إنشاء مدرسة الفنون الجميلة العليا وكما شارك في إيفاد البعثات الفنية للخارج، كما اشترك في عدة معارض خارجية بأعمال فنية لاقت نجاحا عظيما وأقام معرضا خاصا لأعماله في باريس عام 1930 وكان ذلك المعرض سبباً في التعريف بالمدرسة المصرية الحديثة في الفن وسجلت مولدها أمام نقاد الفن العالميين.
كما كان «أول فنان مصري يكسب جائزة من صالون باريس متفوقا على فنانيها فقد نال الميدالية الذهبية لمعرض الفنانين الفرنسيين السنوى الذي يقام في السراي الكبير» جراند بالبيه«عن نموذجه المصغر لتمثال نهضة مصر» مشيرا إلى أن الفكرة الأولى للتمثال كانت امرأة جميلة تشبه جان دارك تمسك سيفا «كما لو كانت ترد به الإنجليز المحتلين» لكنه«نظر إلى تمثاله الذي أعجب به أساتذته الفرنسيون وأحس أنه تمثال فرنسي فحطمه ووضع تصميم تمثال نهضة مصر» وفيه تقف فلاحة مصرية مستندة بيمناها إلى ماض متحفز يهم بالنهوض ممثلا في أبو الهول في حين ترفع بيسراها حجابا لتنظر إلى أفق غير محدود.
لكن إنجازه الأكبر أنه نجح فيما فشلت فيه حقبتا البطالسة والرومان في مصر "بين غزو الإسكندر الأكبر لمصر "332 قبل الميلاد" وغزو العرب لها "640 ميلادية" حيث تدهور فن النحت بسبب تنافر القيم الجمالية الفرعونية والبطلمية لكن مختار جمع الأسلوب المحافظ المستمد من التراثين الإغريقي والروماني والطابع المصري الفرعوني
كما كوّن جماعة الخيال عام 1928 بهدف إحياء فن التراث وكان من أصدقاء هذه الجماعة العقاد والمزني وهيكل  .

## أهم أعماله
| م  | اسم التمثال                          | تاريخ العمل | مادة النحت                                                                         | مكان التواجد                                                                    |
| -- | ------------------------------------ | ----------- | ---------------------------------------------------------------------------------- | ------------------------------------------------------------------------------- |
| 1  | نهضة مصر                             | 1928        | جرانيت                                                                             | ميدان جامعة القاهرة                                                             |
| 2  | ابن البلد                            | 1910        | برونز                                                                              | متحف محمود مختار                                                                |
| 3  | الحزن                                | 1927        | بازلت                                                                              | متحف محمود مختار                                                                |
| 4  | بنت الشلال                           | 1927        | برونز                                                                              | متحف محمود مختار                                                                |
| 5  | زوجة شيخ البلد                       | 1928        | برونز                                                                              | المكان الاصلي :متحف محمود مختار معارة: مدينة الفنون و الثقافة بالعاصمة الإدارية |
| 6  | رأس سعد زغلول                        | 1930        | برونز                                                                              | متحف محمود مختار                                                                |
| 7  | حارس الحقول                          | 1930        | برونز                                                                              | متحف محمود مختار                                                                |
| 8  | حاملة الجرة                          | 1929-1927   | برونز                                                                              | متحف محمود مختار                                                                |
| 9  | الفلاحة                              | غير معروف   | برونز                                                                              | متحف محمود مختار إهداء من الكاتب "محمد سلماوى"                                  |
| 10 | علي ضفاف النيل                       | 1930        | برونز                                                                              | المتحف العربي للفن الحديث قطر                                                   |
| 11 | رياح الخماسين                        | 1929        | حجر                                                                                | متحف محمود مختار                                                                |
| 12 | كاتمة الاسرار                        | 1936        | النسخة المصغرة: من المحتمل برونز (غير معروف النسخة الكبيرة: جبس او حجر (غير معروف) | النسخة المصغرة: متحف محمود مختار النسخة الكبيرة: باب شرق، الاسكندرية            |
| 13 | عروس النيل                           | 1929        | حجر صناعي                                                                          | متحف محمود مختار                                                                |
| 14 | رأس اللقية                           | 1926        | رخام                                                                               | متحف محمود مختار                                                                |
| 15 | رأس عبد الخالق ثروت                  | 1927        | رخام                                                                               | متحف محمود مختار                                                                |
| 16 | ايزيس                                | غير معروف   | رخام                                                                               | متحف محمود مختار                                                                |
| 17 | رأس زنجية                            | 1910        | برونز                                                                              | متحف محمود مختار                                                                |
| 18 | ملكة سبأ                             | 1922        | برونز                                                                              | متحف محمود مختار                                                                |
| 19 | الراحة                               | 1926        | نحاس                                                                               | متحف محمود مختار                                                                |
| 20 | المتسول و أبنه                       | 1910        | جبس                                                                                | متحف محمود مختار                                                                |
| 21 | سيدة جالسة                           | 1929-1927   | جرانيت                                                                             | متحف محمود مختار                                                                |
| 22 | فارس                                 | 1933        | برونز                                                                              | متحف محمود مختار                                                                |
| 23 | الامومة                              | 1928        | برونز                                                                              | متحف محمود مختار                                                                |
| 24 | أميرة                                | 1927        | برونز                                                                              | متحف محمود مختار                                                                |
| 25 | المستهتر                             | 1927        | جبس                                                                                | متحف محمود مختار                                                                |
| 26 | مجموعة تماثيل مديريات القصر المختلفة | غير معروف   | برونز                                                                              | متحف محمود مختار                                                                |
| 27 | رأس م.أ.مأجليه                       | 1929        | برونز                                                                              | متحف محمود مختار                                                                |
| 28 | تمثال عدلي يكن                       | 1929-1927   | برونز                                                                              | متحف محمود مختار                                                                |
| 29 | رأس ب.أ. فيس                         | 1928        | برونز                                                                              | متحف محمود مختار                                                                |
| 30 | الفنان سانتوس                        | 1928        | جبس ملون                                                                           | متحف محمود مختار                                                                |
| 31 | رأس محمد حسن                         | غير معروف   | جبس ملون                                                                           | متحف محمود مختار                                                                |
| 32 | اللقية                               | 1926        | برونز                                                                              | متحف محمود مختار                                                                |
| 33 | محمود خيرت المحامي                   | غير معروف   | جبس ملون                                                                           | متحف محمود مختار                                                                |
| 34 | الفلاحة المرحة                       | غير معروف   | غير معروف                                                                          | متحف محمود مختار إهداء من د. عماد أبو غازى                                      |
| 35 | رأس عروس النيل                       | 1929        | برونز                                                                              | متحف محمود مختار                                                                |
| 36 | عند لقاء الرجل                       | 1929        | برونز                                                                              | متحف محمود مختار                                                                |
| 37 | شيخ البشاريين                        | 1927        | برونز                                                                              | متحف محمود مختار                                                                |
| 38 | الفقراء الثلاثة                      | 1930        | برونز                                                                              | متحف محمود مختار                                                                |
| 39 | شيخ البلد                            | 1927        | برونز                                                                              | متحف محمود مختار                                                                |
| 40 | سعد زغلول بالاسكندرية                | 1932-1930   | برونز                                                                              | متحف محمود مختار                                                                |
| 41 | الوجة البحري                         | 1930        | برونز                                                                              | متحف محمود مختار                                                                |
| 42 | الوجة القبلي                         | 1930        | برونز                                                                              | متحف محمود مختار                                                                |
| 43 | تمثال H.A                            | غير معروف   | حجر                                                                                | متحف محمود مختار                                                                |
| 44 | الأميرة                              | غير معروف   | رخام                                                                               | متحف محمود مختار                                                                |
| 45 | علي شاطئ الترعة                      | غير معروف   | رخام                                                                               | متحف محمود مختار                                                                |
| 46 | العودة إلي السوق                     | غير معروف   | رخام أبيض                                                                          | متحف محمود مختار                                                                |
| 47 | حاملة المياة                         | غير معروف   | رخام                                                                               | متحف محمود مختار                                                                |
| 48 | إمراة من القاهرة                     | غير معروف   | رخام                                                                               | متحف محمود مختار                                                                |
| 49 | علي ضفاف النيل                       | غير معروف   | رخام                                                                               | متحف محمود مختار                                                                |
| 50 | نحو الحبيب                           | غير معروف   | رخام                                                                               | متحف محمود مختار                                                                |
| 51 | بائعة الجبن                          | غير معروف   | حجر                                                                                | متحف محمود مختار                                                                |
| 52 | الي النهر                            | غير معروف   | غير معروف                                                                          | متحف محمود مختار                                                                |
| 53 | فلاحة ترفع المياة                    | غير معروف   | غير معروف                                                                          | المكان الاصلي :متحف محمود مختار معارة: مدينة الفنون و الثقافة بالعاصمة الإدارية |
| 54 | فلاحة                                | غير معروف   | رخام                                                                               | متحف محمود مختار                                                                |
| 55 | القيلولة                             | غير معروف   | حجر                                                                                | متحف محمود مختار                                                                |
| 56 | العودة من النهر                      | 1928        | غير معروف                                                                          | متحف محمود مختار                                                                |
| 57 | مدخل القرية                          | 1929-1927   | غير معروف                                                                          | متحف محمود مختار                                                                |
| 58 | المناجاة                             | 1928        | رخام                                                                               | متحف محمود مختار                                                                |
| 59 | تمثال سعد زغلول بالقاهرة             | 1933-1930   | برونز و القاعدة من الجرانيت و الاعمال الفنية البارزة علي القاعدة من البرونز        | امام دار الاوبرا المصرية الزمالك- القاهرة                                       |
| 60 | تمثال سعد زغلول بالاسكندرية          | 1933-1930   | برونز                                                                              | ميدان سعد زغلول الاسكندرية                                                      |

## تماثيل سعد زغلول
نحت محمود مختار تمثالي الزعيم المصري الشعبي سعد زغلول بالقاهرة والإسكندرية في الفترة ما بين عامي 1930-1933.

## القيمة الفنية
على الرغم من أن عمره الفني كان قصيراً لوفاته مبكراً، إلا أنه نجح في أن يخلف تراثا كبيرا متميزاً من أعماله التي تضمنت تماثيل ميدانية وأعمال أخرى تعبر عن حياة الريف والقرية المصرية التي تأثر بها، وتمثل صورا للحياة اليومية التي أجادها إبداعا وعبر عنها بشكل فني رائع.
رغم ازدهار العديد من المدارس الفنية في ذلك العصر، إلا أنه لم ينساق وراءها، وفضل أن يعبر عن شخصيته وخلفيته بإسلوب خاص، فقد قام بإحياء تقاليد الفنية المصرية في مختلف عصورها دون أن يغفل تجارب الفن الحديث وأصبح رائد فن النحت المصري المعاصر.
أصيب مختار في يده عام 1932 وكان يحلم بإقامة تماثيل للإسكندر الأكبر والزعيم المصري أحمد عرابي وكليوباترا لكن المرض لم يمهله فتوفي يوم 27 مارس آذار 1934.

## متحف محمود مختار
بعد أن توفي عام 1934، ونظراً للقيمة الفنية للفنان محمود مختار، نادى الصحفيون ورواد الحياة الثقافية في مصر وعلى رأسهم هدى شعراوي بالحفاظ على أعماله الفنية وجمعها لحمايتها من الاندثار والضياع، وكللت هذه الجهود بقيام وزارة المعارف عام 1938 بإنشاء متحف لمختار ومقبرته على نفقة الوزارة.
وفي نفس العام تم استرجاع بعض أعماله إلى مصر وعرضت بمعرض المثالين الفرنسيين المهاجرين بالجمعية الزراعية وأقيمت بهذه المناسبة ندوات ومحاضرات عن قصة حياته وتناولت عبقريته الفنية بالنقد والتحليل.
حدث أن اندلعت الحرب العالمية الثانية أثناء ذلك، وحال ذلك دون إعادة بقية التماثيل إلا ان جهود هدي شعراوي حققت نجاح عودة التماثيل، كما كان لجهود ‌طه حسين (وزير المعارف في الفترة من عام‌ 1950 حتى 1952) أثر كبير لإعادة أعمال محمود مختار إلى مصر.
في عام 1952 تم افتتاح متحف مختار في ملحق خاص بمتحف الفن الحديث ليعرض 59 تمثالاً، وقام على تأسيس وإعداد المتحف كل من الفنان راغب عياد زميل محمود مختار وصديقه، وكمال الملاخ الصحفي والأثري البارز، وقام المهندس رمسيس واصف بتصميم متحف مختار الحديث في حديقة الحرية بوسط القاهرة ونقلت رفات مختار إلى المقبرة الجديدة بالمتحف.